# 椿組
椿組（つばきぐみ）は、東京都新宿を中心に活動する日本の劇団である。主宰・座長は俳優、演出家、声優の外波山文明。

## 概要

### 「はみだし劇場」の旗揚げから「椿組」の誕生まで
外波山が前身となる「はみだし劇場」を1971年5月に旗揚げ。夏の新宿花園神社野外劇の初公演を1985年に行う。1990年「椿組」に改名。その後も公演により両方の名義を使用していたが、1996年の『天守物語-夜叉が池篇』が「はみだし劇場」としては最後の公演となった。改名の理由として外波山は「劇団という形でやっていると多少は客演を呼ぶとしても、基本は同じメンバーで、そこに閉塞感を感じたんですね、だから作・演出も外部から呼ぶなど、もう少し自由な形、ある種のプロデュース公演をイメージして体制を変えました。」と語っている。

### 「椿組」の舞台
旗揚げ以来、野外劇・時代劇を中心に、「毒」のある芝居創りを目指してきた。また、野外劇のみならず、劇場公演も精力的に行っている。また、高い芸術性と舞台美術仕掛けの躍動感、独特な演出で意表つくラストシーンを創り上げている。
公演は（新）春公演、夏の野外劇を中心に年2-3回行っている。脚本の傾向として2021年以降の作品を例にとると、事件を題材にしたもの（『「シャケと軍手」- 秋田児童連続殺害事件 -』）、労働現場における人の生きざまとその周囲に焦点を当てたルポルタージュもの（『貫く閃光、彼方へ』、『まっくらやみ・女の筑豊（やま）』）、戦争の悲惨さを訴えかけるもの（『戦争童話集』他）、時代劇（『夏祭・花之井哀歌』、『丹下左膳’23』）を上演している。

### コロナ禍による上演延期とクラウドファンディングの実施
コロナ禍により2020年に上演を予定していた野外劇『貫く閃光、彼方へ』は2021年に延期、2022年新春公演『ガス灯は檸檬のにほひ』は2024年に延期、夏の野外劇『夏祭・花之井哀歌』は初日の1回のみで終演となってしまった。秋公演『潜水艦とクジラと・・・』（SPACE雑遊）、2023年春公演『まっくらやみ・女の筑豊（やま）』（新宿シアタートップス）の公演開催に向けてクラウドファンディングを実施し、支援を募った。結果、目標額を大きく上回り、315人から5,219,626円の支援を得て、それぞれ無事千穐楽まで上演した。

### 「自分達の遊び場は自分たちで作る。」
2023年時点で新宿花園神社野外劇は38年目を迎えたが、外波山は「自分達の遊び場は自分たちで作る。これが私のモットーで、花園神社で38年やってきました。一緒に芝居をする仲閒はもう家族みたいなもの。テントを立てて一緒に飯を食い、寝泊まりをして、そこから生まれる暖かさがあると思います。」と語っている。

### 花園神社野外劇に幕
2024年・39回目の新宿花園神社野外劇の演目は「かなかぬち」と発表されていたが、6月22日に座長の外波山が、野外劇を今年で終わりにする旨を自身のXアカウント上で発表した。同じ投稿の中で「この聖地をお貸しくださった花園神社さん。長きに渡り「良き夢」見させて貰えました。有難うございました！！」と感謝の弁を述べている。また、東京新聞の記事では「39年目、サンキューありがとう、で区切りを付けることにしました」と語っている。
「かなかぬち」は、小説家・中上健次、外波山がともに33歳の1979年に意気投合し書き下ろした唯一の戯曲である。はみ出し劇場時代の1979年浅草・稲村劇場、1983年山形県・朝日村 注連寺境内、東京・東北沢ニュージランド大使館敷地、1986年熊野本宮大社跡地・大斎原、横浜本牧地区・小学校予定地空地、椿組として2013年 花園神社境内特設ステージ、南木曽町・桃介橋河川公園特設ステージでの7回の公演実績があり、2024年は8回目となる。

### 新生・椿組へ
2025年1月1日、公式X（旧Twitter）にて、2025年4月より劇団員の共同プロデュース形式の新生「椿組」として再スタートを切ることを発表した。

## 公演記録
出典
| 年   | 通番 | 主催         | 作品名 | 作（構成）                                                     | 演出                         | 宣伝美術                           | 公演期間                 | 劇場・場所                         |
| ---- | ---- | ------------ | --- | -------------------------------------------------------------- | ---------------------------- | ---------------------------------- | ------------------------ | ---------------------------------- |
| 1971 | 1-1  | はみだし劇場 | 混乱出血鬼シリーズ 混乱出血鬼・錯乱号                                                                            | 内田栄一                                                       | 外波山文明                   |                                    | 5月-6月                  | 東北旅公演（街頭）                 |
| 1971 | 1-2  | はみだし劇場 | 混乱出血鬼シリーズ 混乱出血鬼・錯乱号                                                                            | 内田栄一                                                       | 外波山文明                   | 10月-11月                          | 東北北海道（街頭）       |                                    |
| 1972 | 2-1  | はみだし劇場 | ことぶき少女写真館                                                                                               | 西田敬一                                                       | 内田栄一                     |                                    | 10/17-19                 | 高円寺会館                         |
| 1972 | 2-2  | はみだし劇場 | ことぶき少女写真館                                                                                               | 西田敬一                                                       | 内田栄一                     | 10/21-22                           | 西武園宅地造成地野外劇   |                                    |
| 1973 | 3    | はみだし劇場 | 外波山文明城24×25 （24時間25日間芝居）                                                                           | 西田敬一・内田栄一                                             |                              |                                    | 4/14-5/8                 | 福島・湯本の一軒家                 |
| 1973 | 4    | はみだし劇場 | 外波山文明城遺跡展 （一人芝居大会キッチュ昼2：00-7人10作品）                                                     | 内田栄一                                                       |                              |                                    | 6/1 - 7                  | 高円寺会館                         |
| 1974 | 5-1  | はみだし劇場 | 春風騒乱顛末記 （外波山ひとり芝居・他）                                                                          | 今井英巨                                                       | 今井英巨                     |                                    | 4/9 - 14                 | 六本木自由劇場                     |
| 1974 | 5-2  | はみだし劇場 | 春風騒乱顛末記 （外波山ひとり芝居・他）                                                                          | 今井英巨                                                       | 今井英巨                     |                                    | 4/20                     | 茗荷谷・林泉寺境内                 |
| 1974 | 6    | はみだし劇場 | 唄入り乱極道 | 今井英巨                                                       |                              | 黒田征太郎＆長友啓典+K2            | 10/2 - 6                 | 登戸・多摩川河原野外劇             |
| 1974 | 7-1  | はみだし劇場 | 砂漠のような川崎で…                                                                                              | 今井英巨                                                       | 外波山文明                   |                                    | 12/13 - 16               | 川崎堀内レストラン                 |
| 1975 | 7-2  | はみだし劇場 | 砂漠のような川崎で…                                                                                              | 今井英巨                                                       | 外波山文明                   | 1/21 - 23                          |                          | 川崎堀内レストラン                 |
| 1975 | 8    | はみだし劇場 | シルクロード1万キロの詩・祭旅                                                                                    |                                                                |                              | 黒田征太郎＆長友啓典+K2            | 9/15 -                   | アラブ・アジアを旅浪5ヶ月間        |
| 1976 | 9    | はみだし劇場 | シルクロード帰国報告会                                                                                           |                                                                |                              | 黒田征太郎＆長友啓典+K2            | 4/24 - 26                | 世田谷六所神社野外劇               |
| 1977 | 10   | はみだし劇場 | 浅草円舞曲 | 田中正志                                                       | 林伸二郎                     | 長友啓典+K2                        | 4/16 - 24                | 浅草・稲村劇場（土の舞台丸太小屋） |
| 1977 | 11   | はみだし劇場 | 浅草夜楽・仁丹塔奇譚                                                                                             | 田中正志                                                       | 外波山文明                   | 長友啓典+K2                        | 10/27 - 11/7             | 浅草・稲村劇場（土の舞台丸太小屋） |
| 1978 | 12   | はみだし劇場 | 紫陽花旅枕・はみだし遊侠伝                                                                                       | 馬津天三                                                       | 外波山文明                   | 長友啓典+K2                        | 6/28 - 7/4               | 浅草・稲村劇場（土の舞台丸太小屋） |
| 1978 | 13   | はみだし劇場 | 流れの銀次郎・阿修羅にござんす                                                                                   | 江連卓                                                         | 外波山文明                   | 長友啓典+K2                        | 10/18-31                 | 浅草・稲村劇場（土の舞台丸太小屋） |
| 1979 | 14   | はみだし劇場 | ちちのみの父はいまさず                                                                                           | 中上健次                                                       | 専修定雄                     | 長友啓典+K2                        | 6/29 - 7/10              | 浅草・稲村劇場（土の舞台丸太小屋） |
| 1979 | 15   | はみだし劇場 | 疾風の源太・すっとび血笑録                                                                                       | 山本晋也                                                       | 外波山文明                   | 長友啓典+K2                        | 12/7 - 18                | 八幡山テント                       |
| 1980 | 16-1 | はみだし劇場 | 慶応四年のガンファイター                                                                                         | 山本晋也                                                       |                              | 長友啓典+K2                        | 5/23 - 25 6/28 - 7/6     | 八幡山テント                       |
| 1980 | 16-2 | はみだし劇場 | 慶応四年のガンファイター                                                                                         | 山本晋也                                                       | 鈴木秀次+K2                  | 5/31 - 6/22                        | 東北八都市旅公演         |                                    |
| 1981 | 17   | はみだし劇場 | 椿説・丹下左膳（椿組）                                                                                           | 菊池豊                                                         | 林流太・田村／外波山共同演出 | 黒田征太郎＆長友啓典+K2            | 6/18 - 29                | 八幡山テント                       |
| 1982 | 18   | はみだし劇場 | 黒船物語 | 菊池豊                                                         | 田村寛                       | 長友啓典+K2                        | 4/24 - 5/6               | 八幡山テント                       |
| 1982 | 19-1 | はみだし劇場 | 外波山文明ひとり芝居／飛行船とんだ                                                                               | 内田栄一                                                       | 外波山文明                   | 長友啓典+K2                        | 12/17 - 19               | 新宿もりえーる                     |
| 1983 | 19-2 | はみだし劇場 | 外波山文明ひとり芝居／飛行船とんだ                                                                               | 内田栄一                                                       | 外波山文明                   | 長友啓典+K2                        | 1/21 - 22                | 浅草・木馬亭                       |
| 1983 | 20-1 | はみだし劇場 | かなかぬち -ちちのみの父はいまさず-                                                                              | 中上健次                                                       | 外波山文明                   | 長友啓典+K2                        | 8/27                     | 山形朝日村注連寺                   |
| 1983 | 20-2 | はみだし劇場 | かなかぬち -ちちのみの父はいまさず-                                                                              | 中上健次                                                       | 外波山文明                   | 長友啓典+K2                        | 10/28 - 31               | 東北沢・野外劇                     |
| 1983 | 21   | はみだし劇場 | 夢の作り方“逆噴射機長と虹の消防士”                                                                               | 内田栄一                                                       | 波田野紘一郎                 | 長友啓典+K2                        | 9/21 - 27                | 新宿・スペースデン                 |
| 1984 | 22   | はみだし劇場 | 松浦党志佐三郎の反乱                                                                                             | 岡部耕大                                                       | 高木達                       | 長友啓典+K2                        | 10/26 - 11/6             | 中野空地野外劇                     |
| 1985 | 23   | はみだし劇場 | 外波山文明ひとり芝居・四畳半襖の下張り                                                                           | 原田励                                                         | 外波山文明                   | 長友啓典+K2                        | 7/11 - 20                | 新宿・モダンアート                 |
| 1985 | 24-1 | はみだし劇場 | 南部義民伝・またきた万吉の反乱                                                                                   | 立松和平                                                       | 麿赤児 外波山文明            | 長友啓典+K2                        | 9/27 - 30                | 新宿花園神社・野外劇               |
| 1985 | 24-2 | はみだし劇場 | 南部義民伝・またきた万吉の反乱                                                                                   | 立松和平                                                       | 麿赤児 外波山文明            | 長友啓典+K2                        | 10/10 - 13               | 大谷石採石場跡地／野外劇           |
| 1986 | 25-1 | はみだし劇場 | かなかぬち -ちちのみの父はいまさずー                                                                             | 中上健次                                                       | 外波山文明                   | 長友啓典+K2                        | 7/18 - 20                | 熊野本宮大斎原野外劇               |
| 1986 | 25-2 | はみだし劇場 | かなかぬち -ちちのみの父はいまさずー                                                                             | 中上健次                                                       | 外波山文明                   | 長友啓典+K2                        | 8/1 - 3                  | 横浜本牧・野外劇                   |
| 1987 | 26-1 | はみだし劇場 | 鬼の黄金伝説 | 立松和平                                                       | 田村寛                       | 長友啓典+K2                        | 7/22 - 26                | 大谷石採石場跡地／野外劇           |
| 1987 | 26-2 | はみだし劇場 | 鬼の黄金伝説 | 立松和平                                                       | 田村寛                       | 長友啓典+K2                        | 8/1 - 5                  | 横浜本牧・野外劇                   |
| 1988 | 27   | はみだし劇場 | 椿説・丹下左膳                                                                                                   | 菊池豊                                                         | 田村寛                       | 長友啓典+K2                        | 2/10 - 22                | 吉祥寺ロマン劇場２Ｆ               |
| 1988 | 28-1 | はみだし劇場 | 平手造酒を探せ！                                                                                                 | 長部日出雄                                                     | 田村寛                       | 長友啓典+K2                        | 7/20 - 25                | 新宿花園神社・野外劇               |
| 1988 | 28-2 | はみだし劇場 | 平手造酒を探せ！                                                                                                 | 長部日出雄                                                     | 田村寛                       | 長友啓典+K2                        | 8/17 - 19                | 松本あがたの森野外劇               |
| 1989 | 29   | はみだし劇場 | 桜・夜想曲さくらものがたり                                                                                       | 石上ゆかり                                                     | 外波山文明                   | 長友啓典+K2                        | 4/14 - 25                | 吉祥寺ロマン劇場                   |
| 1989 | 30   | はみだし劇場 | 日本落馬物語 | 菊池豊                                                         | 田村寛                       | 長友啓典+K2                        | 11/3 - 12                | 浅草天幕劇場                       |
| 1990 | 31   | 椿組         | 外波山文明ひとり芝居 「四畳半襖の下張り」                                                                        | 原田励（脚色）                                                 | 外波山文明                   | 黒田征太郎＆長友啓典+K2            | 7/8 - 10                 | 浅草天幕劇場                       |
| 1991 | 32   | 椿組         | 浅草物語 | 滝大作                                                         | 外波山文明                   | 黒田征太郎＆長友啓典+K2            | 7/6 - 16                 | 浅草天幕劇場                       |
| 1992 | 33   | はみだし劇場 | 新版・丹下左膳'92                                                                                                | 菊池豊                                                         | 田村寛                       | 長友啓典+K2                        | 7/22 - 27                | 新宿花園神社・野外劇               |
| 1993 | 34   | はみだし劇場 | KAIDO | 大町咲耶子                                                     | 田村寛                       | 長友啓典+K2                        | 9/9 - 15                 | 新宿花園神社・野外劇               |
| 1994 | 35   | はみだし劇場 | あんこ玉 | 大町咲耶子                                                     | 田村寛                       | 長友啓典+K2                        | 1/22 - 30                | 下北沢ザ・スズナリ                 |
| 1994 | 36   | はみだし劇場 | 贋・四谷怪談 | 立松和平（翻案）                                               | 田村寛                       | 長友啓典+K2                        | 7/20 - 25                | 新宿花園神社・野外劇               |
| 1994 | 37   | 椿組         | 四畳半襖の下張り                                                                                                 | 原田励（脚色）                                                 | 外波山文明                   | 黒田征太郎＆長友啓典+K2            | 10/8 - 10                | 北九州・門司／他全国巡演           |
| 1995 | 38   | 椿組         | 「お目出たい人」                                                                                                 | 水谷龍二                                                       | 水谷龍二                     | 黒田征太郎＆長友啓典+K2            | 11/9 - 14                | 下北沢ザ・スズナリ                 |
| 1996 | 39   | はみだし劇場 | 天守物語-夜叉が池篇                                                                                              | 高取英（脚色）                                                 | 外波山文明                   | 長友啓典+K2                        | 7/19 - 23                | 新宿花園神社・野外劇               |
| 1997 | 40   | 椿組         | あるレイプ・藪の中                                                                                               | 佐伯俊道                                                       | 菊池准                       | 黒田征太郎＆長友啓典+K2            | 2/17 - 22                | 下北沢OFFOFFシアター               |
| 1997 | 41   | 椿組         | アパート三部作 「お目出たい人」                                                                                  | 水谷龍二                                                       | 水谷龍二                     | 黒田征太郎＆長友啓典+K2            | 11/5 - 12/7              | 下北沢ザ・スズナリ                 |
| 1998 | 42   | 椿組         | 小さな水の中の果実                                                                                               | 鄭義信                                                         | 鄭義信 和田喜夫              | 黒田征太郎＆長友啓典+K2            | 7/18 - 25                | 新宿花園神社・野外劇               |
| 1998 | 43   | 椿組         | お葉といふ女 | 佐伯俊道                                                       | 富岡忠文                     | 黒田征太郎＆長友啓典+K2            | 12/15 - 27               | 下北沢OFFOFFシアター               |
| 1999 | 44   | 椿組         | 丹下左膳'99 | 菊池豊                                                         | 和田喜夫                     | 黒田征太郎＆長友啓典+K2            | 8/21 - 29                | 新宿花園神社・野外劇               |
| 2000 | 45   | 椿組         | あっカブトムシとんだ！                                                                                           | 富岡忠文                                                       | 富岡忠文                     | 黒田征太郎＆長友啓典+K2            | 2/8 - 15                 | 下北沢OFFOFFシアター               |
| 2000 | 46   | 椿組         | アナザールーム                                                                                                   | 丸山正樹                                                       | 富野アカリ                   | 横松桃子+K2                        | 7/21 - 26                | 下北沢「劇」小劇場                 |
| 2001 | 47   | 椿組         | そして春の水は河となって流れ                                                                                     | 鄭義信                                                         | 森さゆ里                     | 黒田征太郎＆長友啓典＋k2           | 3/3 - 11                 | 下北沢「劇」小劇場                 |
| 2001 | 48   | 椿組         | 「新宿」 -路地裏の空海-                                                                                          | 水谷龍二                                                       | 水谷龍二                     | 黒田征太郎＆長友啓典＋k2           | 7/17 - 25                | 新宿花園神社・野外劇               |
| 2002 | 49   | 椿組         | 「お葉」 -晴雨と夢二に愛された女-                                                                                | 富岡忠文                                                       | 富岡忠文                     | 黒田征太郎＆長友啓典＋k2           | 3/27 - 31                | 下北沢「劇」小劇場                 |
| 2002 | 50   | 椿組         | 「東京ウェポン」 -真夏の決闘-                                                                                    | 松村武                                                         | 松村武                       | 黒田征太郎＆長友啓典＋k2           | 7/13 - 22                | 新宿花園神社・野外劇               |
| 2002 | 51   | 椿組         | 「ウミガメと少年と・・」                                                                                         | 野坂昭如（原作） 原田勵（脚色）                                | 和田喜夫                     | 黒田征太郎＆長友啓典＋k2           | 10/17 - 21               | 新宿シアターブラッツ               |
| 2003 | 52   | 椿組         | 「春の海月（くらげ）」                                                                                           | 藤井清美                                                       | 藤井清美                     | 黒田征太郎＆長友啓典＋k2           | 2/8 - 16                 | 下北沢「劇」小劇場                 |
| 2003 | 53   | 椿組         | 番外公演 「跳ぶ魚」                                                                                              | 木下藤次郎                                                     |                              |                                    | 3/28 - 30                | 本多スタジオ                       |
| 2003 | 54   | 椿組         | 「20世紀少年少女唱歌集」                                                                                         | 鄭義信                                                         | 鄭義信                       | 黒田征太郎＆長友啓典＋k2           | 8/15 - 24                | 新宿花園神社・野外劇               |
| 2003 | 55   | 椿組         | 「ウミガメと少年と・・」                                                                                         | 野坂昭如（原作） 原田勵（脚色）                                | 和田喜夫                     | 黒田征太郎＆長友啓典＋k2           | 10/23 - 26               | 新宿シアターブラッツ               |
| 2003 | 56   | 椿組         | 「待ちながら・・・冬」                                                                                           | 伊東由美子                                                     | 伊東由美子                   | 黒田征太郎＆長友啓典＋k2           | 11/12 - 16               | 下北沢OFFOFFシアター               |
| 2004 | 57   | 椿組         | 「一天地六」 -幕末新宿遊侠伝-                                                                                    | 水谷龍二                                                       | 水谷龍二                     | 黒田征太郎＆長友啓典＋k2           | 7/15 - 25                | 新宿花園神社・野外劇               |
| 2004 | 58   | 椿組         | 「烏瓜の園」 『やや無情・・・』女子少年院編                                                                      | 小池竹見                                                       | 外波山文明                   | 黒田征太郎＆長友啓典＋k2           | 10/29 - 11/3             | 新宿シアターブラッツ               |
| 2005 | 59   | 椿組         | 「恋とグァテマラ」 -後藤珈琲店物語-                                                                              | 阿藤智恵                                                       | 阿藤智恵                     | 黒田征太郎＆長友啓典＋k2           | 1/26 - 30                | 下北沢「劇」小劇場                 |
| 2005 | 60   | 椿組         | 番外公演 椿組若手芝居 外波山文明ひとり芝居「四畳半襖の下張り」                                                   | 金阜山人・ 原田勤                                              |                              |                                    | 3/19 - 21                | 新宿ゴールデン街劇場               |
| 2005 | 61   | 椿組         | 新宿ブギウギ -戦後闇市興亡史-                                                                                    | 鈴木哲也                                                       | 伊東由美子                   | 黒田征太郎＆長友啓典＋k2           | 7/15 - 24                | 新宿花園神社・野外劇               |
| 2005 | 62   | 椿組         | 「公園で・・・待ちながら」                                                                                       | オムニバス 水谷/鄭/阿藤/伊東/小池                              | 外波山文明                   | 黒田征太郎＆長友啓典＋k2           | 11/23 - 27               | 下北沢「劇」小劇場                 |
| 2006 | 63   | 椿組         | 「靴を探して」                                                                                                   | 藤井清美                                                       | 藤井清美                     | 黒田征太郎＆長友啓典＋k2           | 4/26 - 30                | 池袋シアターグリーン               |
| 2006 | 64   | 椿組         | 「GS近松商店」                                                                                                   | 鄭義信                                                         | 鄭義信                       | 黒田征太郎＆長友啓典＋k2           | 7/13 - 23                | 新宿花園神社・野外劇               |
| 2007 | 65   | 椿組         | 「なつのしま、はるのうた」                                                                                       | 鄭義信                                                         | 松本祐子                     | 黒田征太郎＆長友啓典＋k2           | 3/28 - 4/1               | 下北沢「劇」小劇場                 |
| 2007 | 66   | 椿組         | 「花火、舞い散る」                                                                                               | 田村孝裕                                                       | 田村孝裕                     | 黒田征太郎＆長友啓典＋k2           | 7/13 - 22                | 新宿花園神社・野外劇               |
| 2007 | 67   | 椿組         | 「四畳半襖の下張り」                                                                                             | 原田勤                                                         |                              | 黒田征太郎＆長友啓典＋k2           | 11/9 - 11                | 銀座誠シアター                     |
| 2008 | 68   | 椿組         | 「黄金の山」 | 中島新                                                         | 中島新                       | 黒田征太郎＆長友啓典＋k2           | 4/4 - 13                 | 新宿3丁目・SPACE雑遊               |
| 2008 | 69   | 椿組         | 「新宿番外地」                                                                                                   | 水谷龍二                                                       | 水谷龍二 江本純子            | 黒田征太郎＆長友啓典＋k2           | 7/12 - 22                | 新宿花園神社・野外劇               |
| 2009 | 70   | 椿組         | 「ささくれリア王」                                                                                               | 阿藤智恵                                                       | 阿藤智恵                     | 黒田征太郎＆長友啓典＋k2           | 4/24 - 29                | 下北沢ザ・スズナリ                 |
| 2009 | 71   | 椿組         | 「新宿ジャカジャカ」                                                                                             | 中島淳彦                                                       | 中島淳彦                     | 黒田征太郎＆長友啓典＋k2           | 7/11 - 22                | 新宿花園神社・野外劇               |
| 2009 | 72   | 椿組         | 外波山文明ひとり芝居 「四畳半襖の下張り」                                                                        | 金阜山人・ 原田勤                                              |                              |                                    | 9/14 - 15                | 新宿ゴールデン街劇場               |
| 2010 | 73   | 椿組         | 番外公演 「砂漠から遠く離れて」                                                                                  | 鳥越勇作                                                       | 田渕正博                     | 外波山美里                         | 2/11 - 14                | 新宿シアターブラッツ               |
| 2010 | 74   | 椿組         | 「天保十二年のシェイクスピア」                                                                                   | 井上ひさし                                                     | 西沢栄治（構成・演出）       | 黒田征太郎＆長友啓典＋k2           | 7/14 - 24                | 新宿花園神社・野外劇               |
| 2010 | 75   | 椿組         | 「マイルド・セブンティーンズ・スター」                                                                           | 楢原拓                                                         | 楢原拓                       | 黒田征太郎＆長友啓典＋k2           | 12/8 - 12                | 中野ザ・ポケット                   |
| 2011 | 76   | 椿組         | ひとり芝居連続公演 「四畳半襖の下張り」 「土佐源氏」                                                             | 金阜山人                                                       |                              | 黒田征太郎・長友啓典・中村健＋K2   | 5/20 - 24                | 新宿3丁目・SPACE雑遊               |
| 2011 | 77   | 椿組         | 「けもの撃ち」                                                                                                   | 竹重洋平                                                       | 竹重洋平                     | 黒田征太郎＆長友啓典＋k2           | 7/15 - 24                | 新宿花園神社・野外劇               |
| 2011 | 78   | 椿組         | 「みちゆき」 | 高羽彩                                                         | 高羽彩                       | 黒田征太郎・長友啓典・中村健＋K2   | 10/26 - 30               | 中野ザ・ポケット                   |
| 2012 | 79   | 椿組         | 時代劇「椿版・どん底」                                                                                           | 西沢栄治                                                       | 西沢栄治                     | 黒田征太郎・長友啓典・中村健＋K2   | 4/18 - 22                | 下北沢ザ・スズナリ                 |
| 2012 | 80   | 椿組         | 「20世紀少年少女唱歌集」                                                                                         | 鄭義信                                                         | 松本祐子                     | 黒田征太郎・長友啓典・中村健＋K2   | 7/13 - 23                | 新宿花園神社・野外劇               |
| 2013 | 81   | 椿組         | 「後ろの正面だあれ」                                                                                             | 田渕正博                                                       | 田渕正博                     | 黒田征太郎＆長友啓典＋k2           | 2/27 - 3/5               | 新宿3丁目・SPACE雑遊               |
| 2013 | 82-1 | 椿組         | 「かなかぬち」                                                                                                   | 中上健次                                                       | 和田喜夫                     | 黒田征太郎＆長友啓典＋k2           | 7/12 - 22                | 新宿花園神社・野外劇               |
| 2013 | 82-2 | 椿組         | 「かなかぬち」                                                                                                   | 中上健次                                                       | 和田喜夫                     | 黒田征太郎＆長友啓典＋k2           | 8/2 - 4                  | 南木曽町・野外劇                   |
| 2014 | 83   | 椿組         | 「櫻ふぶき日本の心中」                                                                                           | 宮本研                                                         | 西沢栄治                     | 黒田征太郎・長友啓典・中村健＋K2   | 1/15 - 19                | 下北沢ザ・スズナリ                 |
| 2014 | 84   | 椿組         | 「廃墟の鯨」 | 東憲司                                                         | 東憲司                       | 黒田征太郎・長友啓典・中村健＋K2   | 7/12 - 23                | 新宿花園神社・野外劇               |
| 2014 | 85   | 椿組         | 「一本刀土俵入り」                                                                                               | 金杉忠男                                                       | 西沢栄治                     | 黒田征太郎・長友啓典・中村健＋K2   | 10/15 - 21               | 新宿3丁目・SPACE雑遊               |
| 2015 | 86   | 椿組         | 「星の塵屑(ごみくず)ペラゴロリ」                                                                                 | 秋之桜子                                                       | 松本祐子                     | 黒田征太郎・長友啓典・中村健＋K2   | 3/11 - 15                | 下北沢ザ・スズナリ                 |
| 2015 | 87   | 椿組         | 「贋作幕末太陽傳」                                                                                               | 鄭義信                                                         | 鄭義信                       | 黒田征太郎・長友啓典・中村健＋K2   | 7/10 - 21                | 新宿花園神社・野外劇               |
| 2016 | 88   | 椿組         | 「三太おじさんの家」                                                                                             | 梨澤慧以子                                                     | 梨澤慧以子                   | 黒田征太郎・長友啓典・中村健＋K2   | 3/11 - 15                | 下北沢ザ・スズナリ                 |
| 2016 | 89   | 椿組         | 「贋・四谷怪談」                                                                                                 | 鶴屋南北（原作） 立松和平（脚色）                              | 西沢栄治                     | 黒田征太郎・長友啓典・大橋実央＋K2 | 7/13-24                  | 新宿花園神社・野外劇               |
| 2016 | 90   | 椿組         | 「海ゆかば水漬く屍」                                                                                             | 別役実                                                         | 藤井ごう (R-vive)            | 黒田征太郎・長友啓典・大橋実央＋K2 | 10/25 - 30               | 新宿3丁目・SPACE雑遊               |
| 2017 | 91   | 椿組         | 「始まりのアンティゴネ」                                                                                         | 瀬戸山美咲                                                     | 瀬戸山美咲                   | 黒田征太郎・長友啓典・大橋実央＋K2 | 2/24 - 3/5               | 下北沢ザ・スズナリ                 |
| 2017 | 92   | 椿組         | 「ドドンコ、ドドンコ、鬼が来た！」                                                                               | 秋之桜子                                                       | 松本祐子 （文学座）          | 黒田征太郎＋タカハシデザイン室     | 7/12 - 23                | 新宿花園神社・野外劇               |
| 2018 | 93   | 椿組         | 「毒おんな」 | 青木豪                                                         | 高橋正徳 （文学座）          | 黒田征太郎＋タカハシデザイン室     | 3/2 - 14                 | 下北沢ザ・スズナリ                 |
| 2018 | 94   | 椿組         | 「天守物語 -夜叉ヶ池編-」                                                                                        | 泉鏡花（原作） 高取英（脚色）                                  | 加納幸和 (花組芝居)          | 黒田征太郎＋タカハシデザイン室     | 7/11 - 22                | 新宿花園神社・野外劇               |
| 2018 | 95   | 椿組         | 外波山文明ひとり芝居 「四畳半襖の下張り」                                                                        | 金阜山人（戯作） 原田励（脚色）                                | 外波山文明                   | 黒田征太郎                         | 12/5 - 9                 | 新宿3丁目シアターPOO               |
| 2019 | 96   | 椿組         | かくも碧き海、風のように                                                                                         | 獄本あゆ美（脚本） 藤井ごう（演出）                            | 外波山文明                   | 黒田征太郎＋タカハシデザイン室     | 2/27 - 3/10              | 下北沢ザ・スズナリ                 |
| 2019 | 97   | 椿組         | 「芙蓉咲く路地のサーガ」 〜熊野にありし男の物語〜                                                                | 中上健次作品集（原作） 青木豪（脚本・演出） 山崎ハコ（主題歌） | 外波山文明                   | 黒田征太郎＋タカハシデザイン室     | 7/10 - 22                | 新宿花園神社・野外劇               |
| 2019 | 98   | 椿組         | 艶人三人会 | 原川浩明 駒塚由衣 外波山文明                                   |                              |                                    | 10/21 - 23               | 新宿スターフィールド               |
| 2020 | 99   | 椿組         | 肩に隠るる小さき君は                                                                                             | 山谷典子（脚本）                                               | 藤井ごう                     | 黒田征太郎＋タカハシデザイン室     | 2/26 - 3/3               | 下北沢ザ・スズナリ                 |
| 2020 | 中止 | 椿組         | 貫く閃光、彼方へ                                                                                                 | 中村ノブアキ（JACROW) （脚本）                                 | 高橋正徳 (文学座)            | 黒田征太郎＋タカハシデザイン室     | 公演中止                 | 新宿花園神社・野外劇               |
| 2020 | 100  | 椿組         | 「戦争童話集」 〜忘れてはイケナイ物語り〜                                                                        | 野坂昭如（原作） 外波山文明（構成）                            | 外波山文明                   | 黒田征太郎                         | 11/27 - 29               | 新宿3丁目・SPACE雑遊               |
| 2021 | 101  | 椿組         | 「シャケと軍手」 - 秋田児童連続殺害事件 -                                                                        | 山崎哲（脚本）                                                 | 西沢栄治（構成・演出）       | 黒田征太郎＋タカハシデザイン室     | 3/17 - 28                | 下北沢ザ・スズナリ                 |
| 2021 | 102  | 椿組         | 貫く閃光、彼方へ                                                                                                 | 中村ノブアキ（JACROW) （脚本）                                 | 高橋正徳 (文学座)            | 黒田征太郎＋タカハシデザイン室     | 7/7 - 20                 | 新宿花園神社・野外劇               |
| 2021 | 103  | 椿組         | 戦争童話集 「大・野坂展〜アメリカひじきから戦争童話まで〜」                                                      | 野坂昭如（原作）                                               | 外波山文明（監修）           | 黒田征太郎                         | 10/28 - 11/7             | 新宿3丁目・SPACE雑遊               |
| 2022 | 中止 | 椿組         | ガス灯は檸檬のにほひ                                                                                             | 秋之桜子（西瓜糖）                                             | 藤井ごう                     | 黒田征太郎                         | 公演中止                 | 下北沢ザ・スズナリ                 |
| 2022 | 104  | 椿組         | 夏祭・花之井哀歌                                                                                                 | わかぎゑふ                                                     | わかぎゑふ                   | 黒田征太郎                         | 7/9 （7/10以降公演中止） | 新宿花園神社・野外劇               |
| 2022 | 105  | 椿組         | 戦争童話集Ⅲ 「潜水艦とクジラと…」 〜忘れてはイケナイ物語り〜                                                     | 野坂昭如（原作）                                               | 外波山文明（監修）           | 黒田征太郎                         | 11/10 - 20               | 新宿3丁目・SPACE雑遊               |
| 2023 | 106  | 椿組         | まっくらやみ・女の筑豊（やま）                                                                                   | 獄本あゆ美                                                     | 高橋正徳 （文学座）          | 黒田征太郎＋タカハシデザイン室     | 2/9 - 2/19               | 新宿シアタートップス               |
| 2023 | 107  | 椿組         | 丹下左膳'23 | 菊池豊（脚本）                                                 | 西沢栄治（構成・演出）       | 黒田征太郎＋タカハシデザイン室     | 7/11 - 23                | 新宿花園神社・野外劇               |
| 2024 | 108  | 椿組         | ガス灯は檸檬のにほひ                                                                                             | 秋之桜子（西瓜糖）                                             | 藤井ごう                     | 黒田征太郎＋タカハシデザイン室     | 1/25 - 2/4               | 下北沢ザ・スズナリ                 |
| 2024 | 109  | 椿組         | 「かなかぬち」 ～ちちのみの父はいまさず～                                                                        | 中上健次（脚本） 青木豪（構成）                                | 青木豪                       | 黒田征太郎＋タカハシデザイン室     | 7/10 - 23                | 新宿花園神社・野外劇               |
| 2025 | 110  | 椿組         | 「キネマの大地－さよならなんて、僕は言わない－」                                                                 | 鄭義信（脚本）                                                 | 鄭義信                       | 黒田征太郎＋タカハシデザイン室     | 2/6 - 2/16               | 新宿シアタートップス               |
| 2025 | 111  | 椿組         | 2025年夏・納涼公演 第1部 外波山文明ひとり芝居「四畳半襖の下張り」 第2部 椿女たちの宴「オンナの夜咄（よばなし）」 | 金阜山人（戯作） 原田励（脚色）                                | 外波山文明                   | 黒田征太郎・やまなかももこ         | 8/8 - 11                 | 新宿3丁目・SPACE雑遊               |
| 2025 | 112  | 椿組         | 会議 | 別役実                                                         | 藤井ごう                     | 黒田征太郎＋タカハシデザイン室     | 10/17 - 26               | 新宿3丁目・SPACE雑遊               |

## 受賞歴
- 第3回花園賞（2005年）
- 第50回紀伊國屋演劇賞特別賞(2015年) - 椿組「贋作幕末太陽傳」にいたるまでの30年にわたる花園神社公演に携わる舞台監督グループ。長年にわたる舞台監督としての成果に対して

## 劇団員
出典は椿組ホームページ他。
- 外波山文明（主宰）
- 田渕正博
- 井上カオリ
- 長嶺安奈
- 岡村多加江
- 鳥越勇作
- 今井夢子
- 山中淳恵
- 瀬山英里子
- 趙徳安
- 望月麻里[18]
- 斉藤健[19]
- 鎚矢あかり[20][注 2]

## かつて所属していた俳優
- 鳥居しのぶ
- 恒松敦巳
- 木下藤次郎[22]
- 浜野まどか[22]